# Jibal

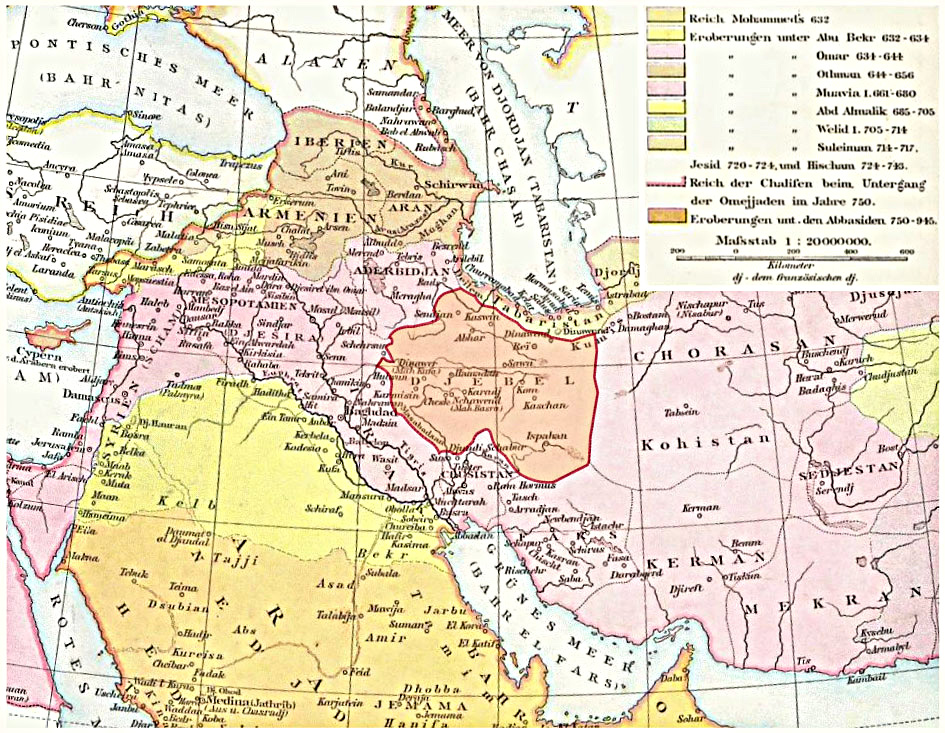
Le Jibal en rouge au centre d'une carte du Moyen-Orient médiéval.

Jibâl ou Al-Jibâl ou Djebal est le nom d'une ancienne province située dans le centre-ouest de l'Iran, durant le califat abbasside de Bagdad et pendant la tutelle Bouyide sur le califat où elle a formé un petit État indépendant (932-977). Elle constituait une zone frontière entre l'Irak et la Perse sur le versant Ouest des Zagros correspondant à peu près aux provinces iraniennes de l’Azerbaïdjan de l'ouest, du Kermânchâh, du Kurdistan et du Lorestan. Le contrôle de cette région permet de verrouiller le passage de Bagdad vers Ray (Téhéran). Elle coïnciderait avec l'ancien pays des Mèdes.
Dans la deuxième moitié du XIe siècle, avec l'arrivée des Seldjoukides au pouvoir, la région est morcelée en plusieurs unités administratives, elle change de nom et devient l'Irak ʿ ajamî (L'Irak des Perses).